# Ichneumon sachalinensis
Ichneumon sachalinensis là một loài tò vò trong họ Ichneumonidae.